# Aleš Štrancar
Aleš Štrancar, slovenski kemik, inovator, podjetnik in lastnik medijev, * 17. julij 1962, Planina pri Ajdovščini.

## Življenje in delo
Kemijo je študiral na Univerzi v Ljubljani in bil predsednik študentskega zbora Primorski akademski zbor Vinko Vodopivec. Magistriral je iz tehnologije lignoceluloznih materialov pri profesorju Antonu Perdihu na Fakulteti za naravoslovje in tehnologijo leta 1992. Leta 1997 je doktoriral iz biotehnologije na Biotehniški fakulteti pri profesorju Petru Rasporju, doktorsko delo je opravil v podjetju Octapharma, Dunaj na frakcionaciji krvne plazme pri profesorju Djuru Josiću. 
Je enkrat poročen in oče petih otrok.
Leta 1990 se je zaposlil v podjetju BIA, Ljubljana in leta 1991 postal njegov direktor. Pod njegovim vodstvom je podjetju zrasel promet s 13.000 evrov leta 1991 na 1,3 milijona evrov leta 1997. Nato je s skupino znanstvenikov ustanovil novo podjetje BIA Separations, vodilno v razvoju monolitne tehnologije in edini proizvajalec monolitnih kromatografskih kolon za proizvodnjo, čiščenje in analizo večjih bioloških molekul. Štrancar je direktor podjetja od njegove ustanovitve naprej.  Decembra 2020 je podjetje kupil nemški Sartorius za 360 milijonov evrov.
Štrancar je soavtor več patentov ter več kot 100 znanstvenih in strokovnih člankov na področju tehnologije separacije in čiščenja biomolekul.
Štrancar je dobil priznanje za podjetnika leta v Sloveniji (2005) in Zoisovo priznanje za izum in tehnološke dosežke na področju monolitnih kromatografskih nosilcev (2005). Štrancar je kot direktor BIA Separations prejel nagrado Kappa Health Award (2011) za eno najuspešnejših raziskovalnih visokotehnoloških podjetij v Evropi, priznanje gazela (2012) in priznanje ustvarjalci stoletja za razvoj ideje, inovacije in investicije v podjetništvu v Srednji in Jugovzhodni Evropi (2019).
Štrancar je očital korupcijo Evropski investicijski banki, ki je zahtevala, da za pridobitev posojila najamejo točno določeno odvetniško pisarno, ki bi delo opravila za 400.000 evrov. Posel nato ni bil izpeljan, po Štrancarjevih besedah zato, ker ni pristal na podkupovanje EIB in zaradi nekajkrat višjih obresti kot so jih dobili pri komercialnih bankah.
Prek podjetja Mediainvest je lastnik več slovenskih medijskih portalov - Domovina in Info360.